# Pseudhammus shari
Pseudhammus shari là một loài bọ cánh cứng trong họ Cerambycidae.